# Torit Airport
Torit Airport är en flygplats i Sydsudan. Den ligger i den sydöstra delen av landet, 120 kilometer öster om huvudstaden Juba. Torit Airport ligger 607 meter över havet.
Terrängen runt Torit Airport är platt. Närmaste större samhälle är Torit, 0,91 kilometer söder om Torit Airport. 
Omgivningarna runt Torit Airport är huvudsakligen savann. Runt Torit Airport är det glesbefolkat, med 8 invånare per kvadratkilometer.